# 皮什科尼亞山

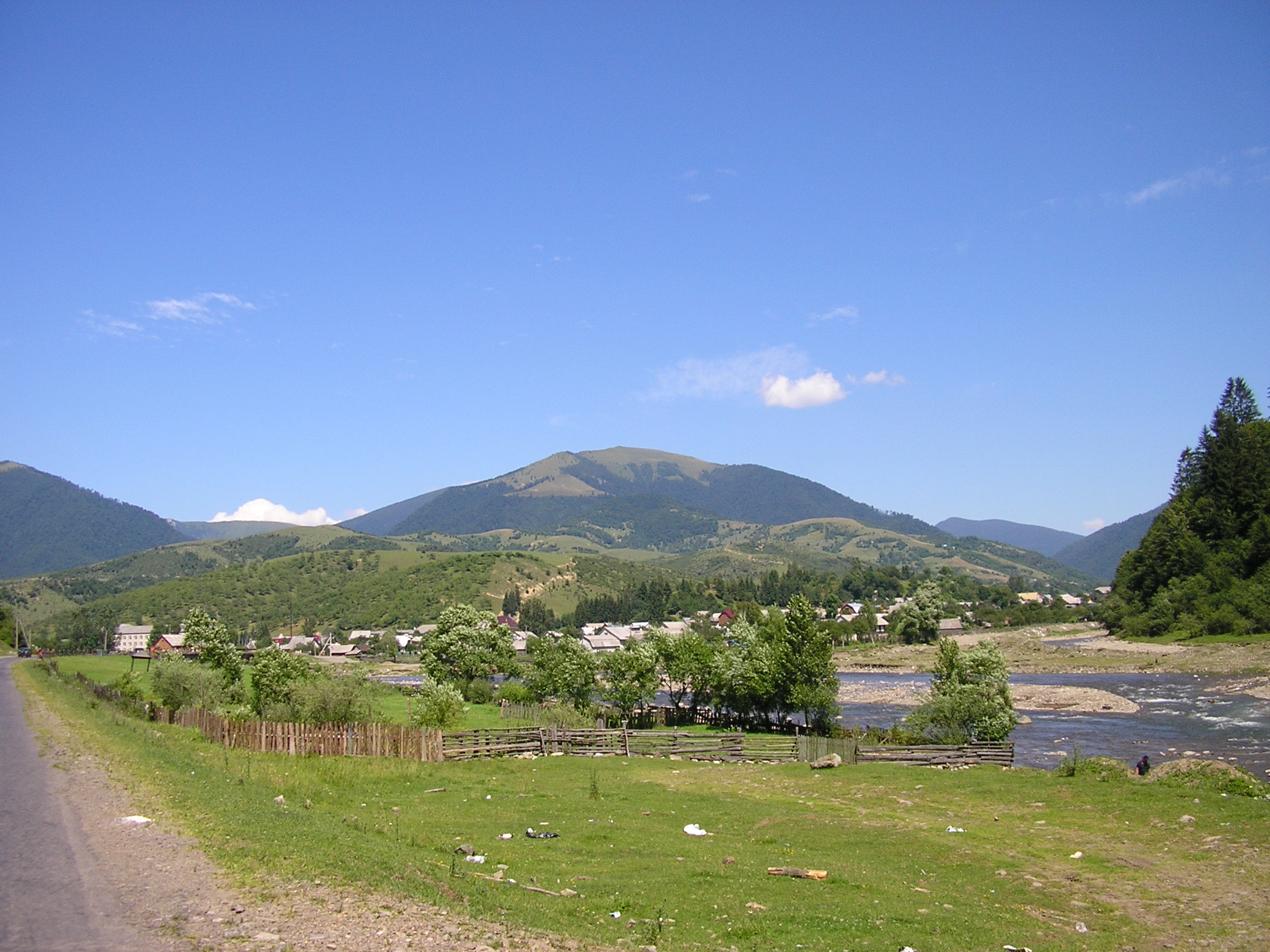

皮什科尼亞山（烏克蘭語：Пішконя）是烏克蘭西部的山峰，屬於烏克蘭喀爾巴阡山脈中戈爾加內山脈的一部分。該山峰處於外喀爾巴阡州的胡斯特區，海拔高度1,707米。